# Philip Kosnett
Philip Kosnett – amerykański dyplomata, chargé d’affaires Stanów Zjednoczonych w Turcji i Uzbekistanie, od 2018 do 2021 ambasador w Kosowie.

## Życiorys
W 1982 roku ukończył studia na Uniwersytecie Harvarda. Pracował następnie jako projektant gier w Nowym Jorku, był także nauczycielem w Japonii. Sprawował funkcję chargé d’affaires w Uzbekistanie, a od 2016 do 2018 roku pełnił tę samą funkcję w Turcji. 27 listopada 2018 roku został zaprzysiężony na stanowisko ambasadora Stanów Zjednoczonych w Kosowie, listy uwierzytelniające złożył 3 grudnia tego samego roku. Misję dyplomatyczną zakończył 17 września 2021 roku.

## Życie prywatne
Żonaty z Alison Kosnett, z którą ma dwoje dzieci: córkę Nicole i syna Alexa.